# 尾頭橋
尾頭橋（おとうばし）は、愛知県名古屋市中川区にある町名。現行行政地名は尾頭橋一丁目から尾頭橋四丁目。郵便番号は454-0012（集配局：中川郵便局）。住居表示実施済み。
町名の由来となった堀川に架かる橋についても項目内で説明する。

## 地理
名古屋市中川区の北東部に位置し、南は八熊、北は山王、西は露橋、東は尾頭橋通・中区正木に接する。

### 世帯数と人口
2019年（平成31年）1月1日現在の世帯数と人口は以下の通りである。
| 丁目         | 世帯数    | 人口    |
| ------------ | --------- | ------- |
| 尾頭橋一丁目 | 520世帯   | 973人   |
| 尾頭橋二丁目 | 410世帯   | 731人   |
| 尾頭橋三丁目 | 1,135世帯 | 2,027人 |
| 尾頭橋四丁目 | 451世帯   | 767人   |
| 計           | 2,516世帯 | 4,498人 |

### 人口の変遷
国勢調査による人口および世帯数の推移。
| 1995年（平成7年）  | 1,801世帯 4,425人 |  |
| 2000年（平成12年） | 1,885世帯 4,232人 |  |
| 2005年（平成17年） | 1,985世帯 4,209人 |  |
| 2010年（平成22年） | 2,261世帯 4,581人 |  |
| 2015年（平成27年） | 2,411世帯 4,565人 |  |

### 学区
市立小・中学校に通う場合、学校等は以下の通りとなる。また、公立高等学校に通う場合の学区は以下の通りとなる。
| 丁目         | 番・番地等 | 小学校               | 中学校               | 高等学校 |
| ------------ | ---------- | -------------------- | -------------------- | -------- |
| 尾頭橋一丁目 | 全域       | 名古屋市立八熊小学校 | 名古屋市立山王中学校 | 尾張学区 |
| 尾頭橋二丁目 | 全域       | 名古屋市立八熊小学校 | 名古屋市立山王中学校 | 尾張学区 |
| 尾頭橋三丁目 | 全域       | 名古屋市立八熊小学校 | 名古屋市立山王中学校 | 尾張学区 |
| 尾頭橋四丁目 | 全域       | 名古屋市立八熊小学校 | 名古屋市立山王中学校 | 尾張学区 |

## 歴史

### 町名の由来

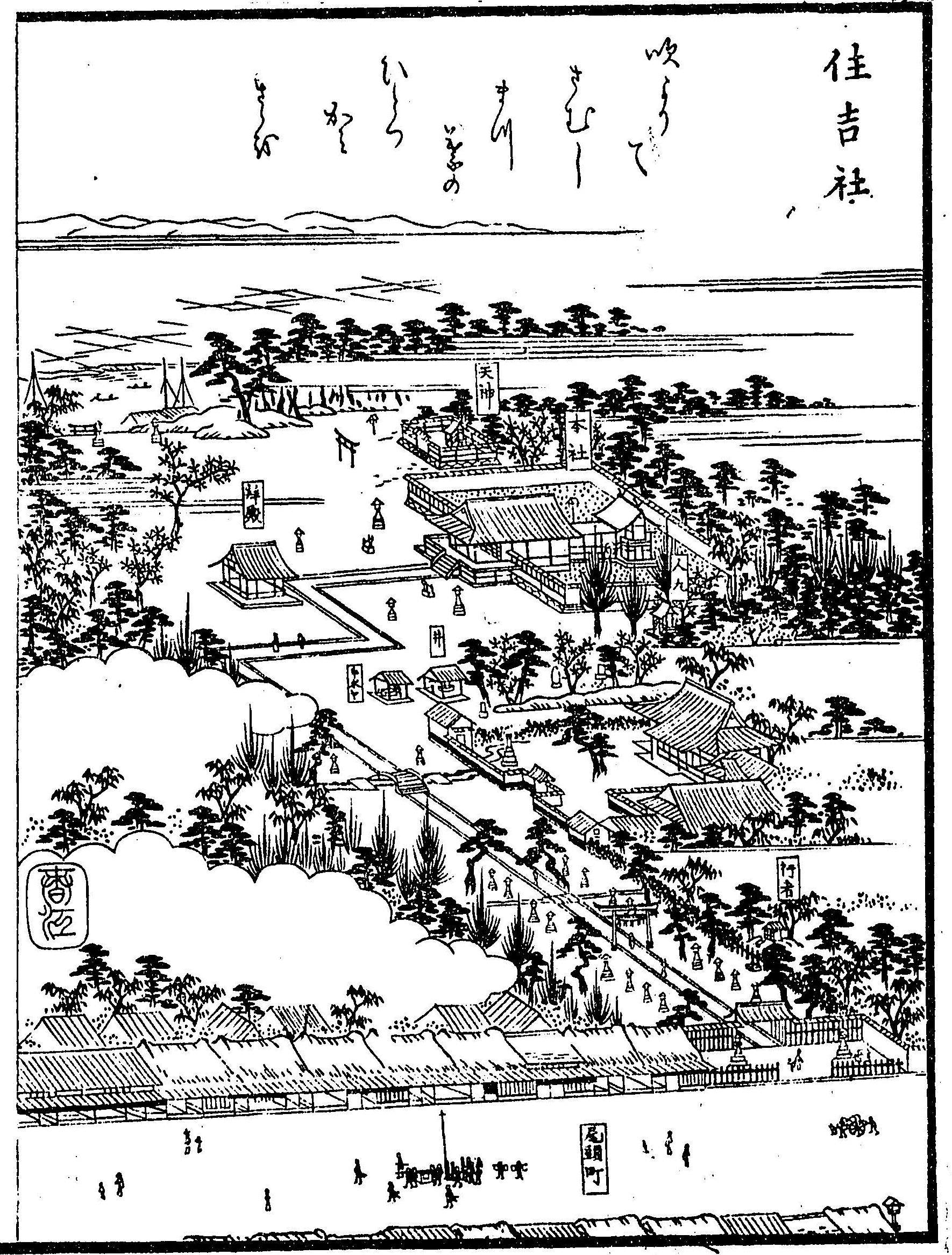
江戸時代末期ごろに尾頭にあった住吉社と佐屋街道の様子

地名としての尾頭橋の由来となったのは、堀川に架かる同名の橋である。橋としての「尾頭橋」の名は堀川を挟んだ対岸の地名である「尾頭」に由来する。尾頭という地名の由来については、尾頭町の町名由来の項目に譲る。

### 近世

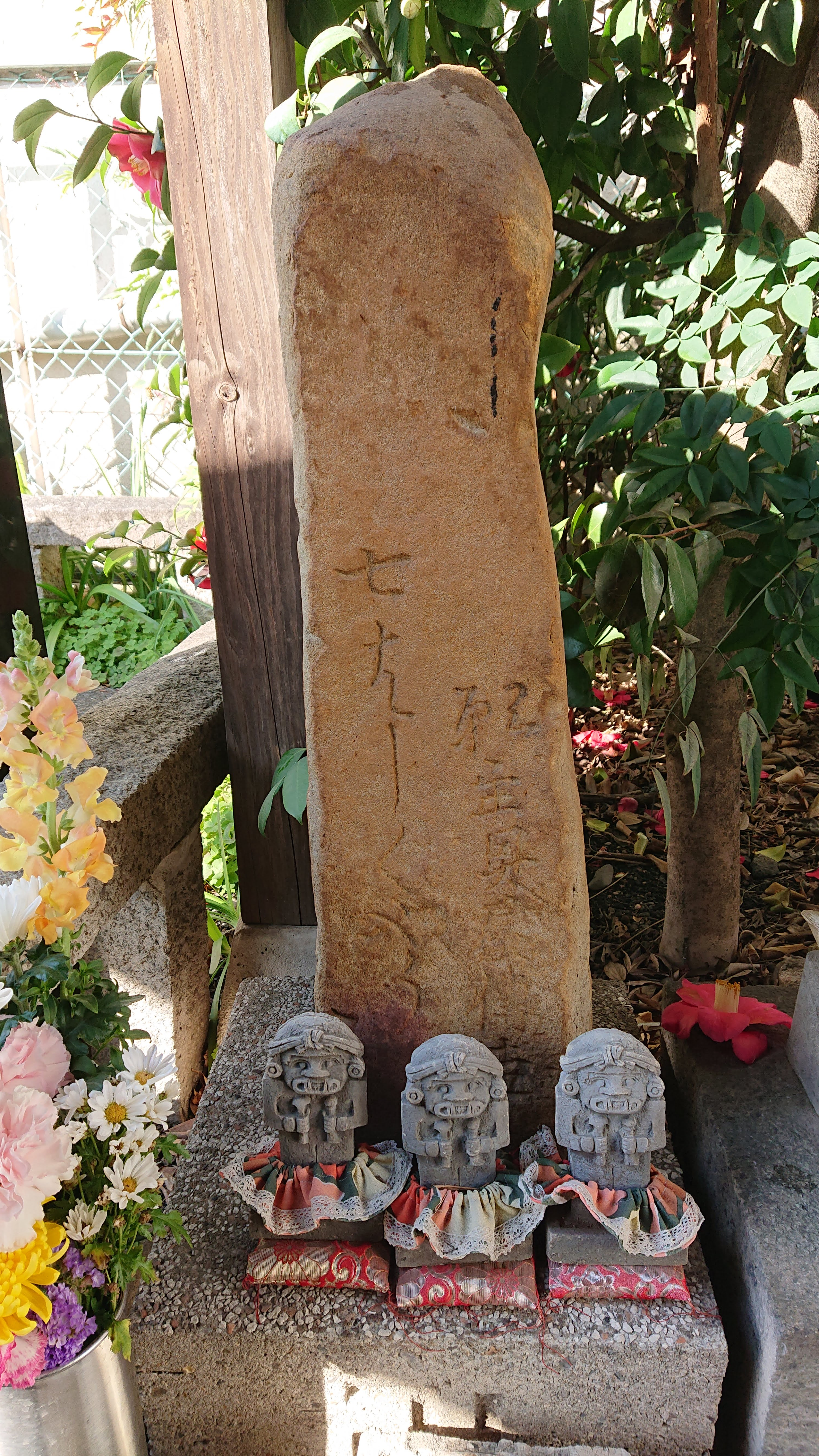
七はしくやう塔（2019年3月）

尾頭橋は佐屋街道の橋として架けられた。佐屋街道は1634年（寛永11年）、江戸幕府3代将軍徳川家光通過の折に本格的に整備された街道で、東海道唯一の海路である七里の渡しを避ける宮宿から桑名宿を結ぶ、いわばバイパスにあたる脇往還である。当初は下流の亀屋河渡（現：瓶屋橋付近）を通っていたが、寛文6年（1666年）幕府の通中奉行が管轄することとなったとき、尾頭橋が架けられルートが変わった。佐屋街道が尾頭新道、尾頭橋が新橋と呼ばれるのもこのルート変更によるものである。また、新橋と呼ばれるのは、度々架けかえられたことからとする説もある。また、江戸時代に書かれた『府志』ではルート変更で新たに架けられたことで新橋と呼ばれるようになった説に対しては疑問を呈している。
江戸時代の尾頭橋は『宿付大概帳』によれば、高欄付きの板橋で長さ17間、幅3間、橋杭は三本立四組の橋だった。当時、堀川に架かる橋は7つに限られており、堀川七橋と総称されていた。尾頭橋はその最下流に位置していた。
1738年（元文3年）には東側の橋のたもとに堀川七橋の供養と通行の安全を願い、魚屋伝吉なる者が「七はしくやう」塔が建立した。この塔に関しては、洪水により度々被害を出すことに心を痛めた通りがかりの僧が人柱となり、被害が収まったとする伝説があり、その僧を祀る意味もあったとされる。この供養塔はのちに熱田区花町の畑中地蔵境内地に移されている。
佐屋街道は江戸時代、多くの大名が参勤交代の際に通行したするとともに、多くの人々が伊勢詣りや津島詣でに利用し、シーボルトや松尾芭蕉も通行したといわれる。
なお、尾頭橋地区は江戸時代には愛知郡古渡村に属していた。尾頭橋近辺には文化・文政期には商家があり、中川区内では早くから発展した地域とされている。

### 近代
大正期の尾頭橋には、八幡園と呼ばれる花街が広がっていた。八幡園は御茶所から発生した繁華街であり、江戸時代には佐屋街道の客を目当てにしていたという。料理屋兼芸妓置屋が公許されたのは、1917年（大正6年）のことである。
その1917年（大正6年）頃には、芸妓置場が10軒、芸妓が13人いたが、1941年（昭和16年）には、芸妓置場が30軒、芸妓が153人、1943年（昭和18年）には芸妓置場が113軒、芸妓が503人にものぼったとされる。
1943年（昭和18年）9月頃からは遊廓に形を変えながらも残っていたが、1945年（昭和20年）の名古屋空襲により八幡園は全焼した。
戦後の八幡園は赤線に転向し、遊廓は68軒あり、324人もの女性がいたとされる。
昭和20年代後半以降の八幡園は衰退し、1952年（昭和27年）には尾頭橋公園が開園した。

### 現代
八幡園では1957年（昭和32年）の売春防止法施行後、旅館に転業した遊廓も多かった。
商店街の入口には1986年（昭和61年）春に地区のシンボルであるアーチが建った。2010年（平成22年）12月にはアーチがリニューアルされた。

### 沿革
- 1930年（昭和5年）9月 - 西古渡町において坂文種報徳會病院（現・藤田医科大学ばんたね病院）が設置される[10]。

#### 尾頭橋一〜四丁目成立以降
- 1981年（昭和56年）9月6日 - 以下の通り、中川区尾頭橋一〜四丁目が成立[1]。
  - 一丁目 - 尾頭橋通・長町・西古渡町・八熊町・八千代通の各一部
  - 二丁目 - 尾頭橋通・小山町・西古渡町・畑代町・八熊町・八千代通の各一部
  - 三丁目 - 尾頭橋通・西古渡町・八幡町の各一部
  - 四丁目 - 八幡町の一部
- 1983年（昭和58年）
  - 4月1日 - 尾畑公園および西古渡第二公園が戦災復興事業により開園する[16]。
  - 9月1日 - 佐藤病院が開院する[17]。
- 1984年（昭和59年）3月31日 - 西古渡公園および八幡南公園が戦災復興事業により開園する[16]。
- 2002年（平成14年）5月27日 - 尾頭橋通3丁目・小山町1丁目の全域および八熊町（字笠取・荒江）の一部を二丁目へ編入[WEB 13]。
- 2017年（平成29年）5月11日 - 北海道を地盤とするドラッグストアチェーンのツルハドラッグの名古屋進出第1号店が尾頭橋に開店する[新聞 2]。

## 交通

### 道路
尾頭橋地区には佐屋街道を前身とする東西の目抜き通りと南北に江川線が通過する。これらは名古屋市復興計画により広幅員の道路として整備されることになったもので、南北の江川線は戦災復興院告示第45号の中で復興都市計画街路（幹線）の「広路第7号線江川線」（西区庄内川橋南詰より港区港本町6丁目の延長13,121メートル幅員50メートル）として1946年（昭和21年）6月27日に、東西は戦災復興院告示第46号の中で復興都市計画街路（補助幹線）の「2等大路第1類第4号線秋竹線」（中川区五月南通3丁目より熱田区金山町1丁目の延長2.955メートル、幅員20メートル）としてそれぞれ計画決定されている。
また、堀川の古渡橋を起点にし、江川沿いに、ばんたね病院東側を通り、南方の熱田新田方面に向かう百曲街道も通っていた。前述の江川線は上流は江川に沿った通りであったが、当地北側あたりでたもとを分かっていたのである
。
- 愛知県道107号中川中村線（江川線）
- 愛知県道115号津島七宝名古屋線（佐屋街道）
  - 尾頭橋
- 百曲街道

#### 尾頭橋

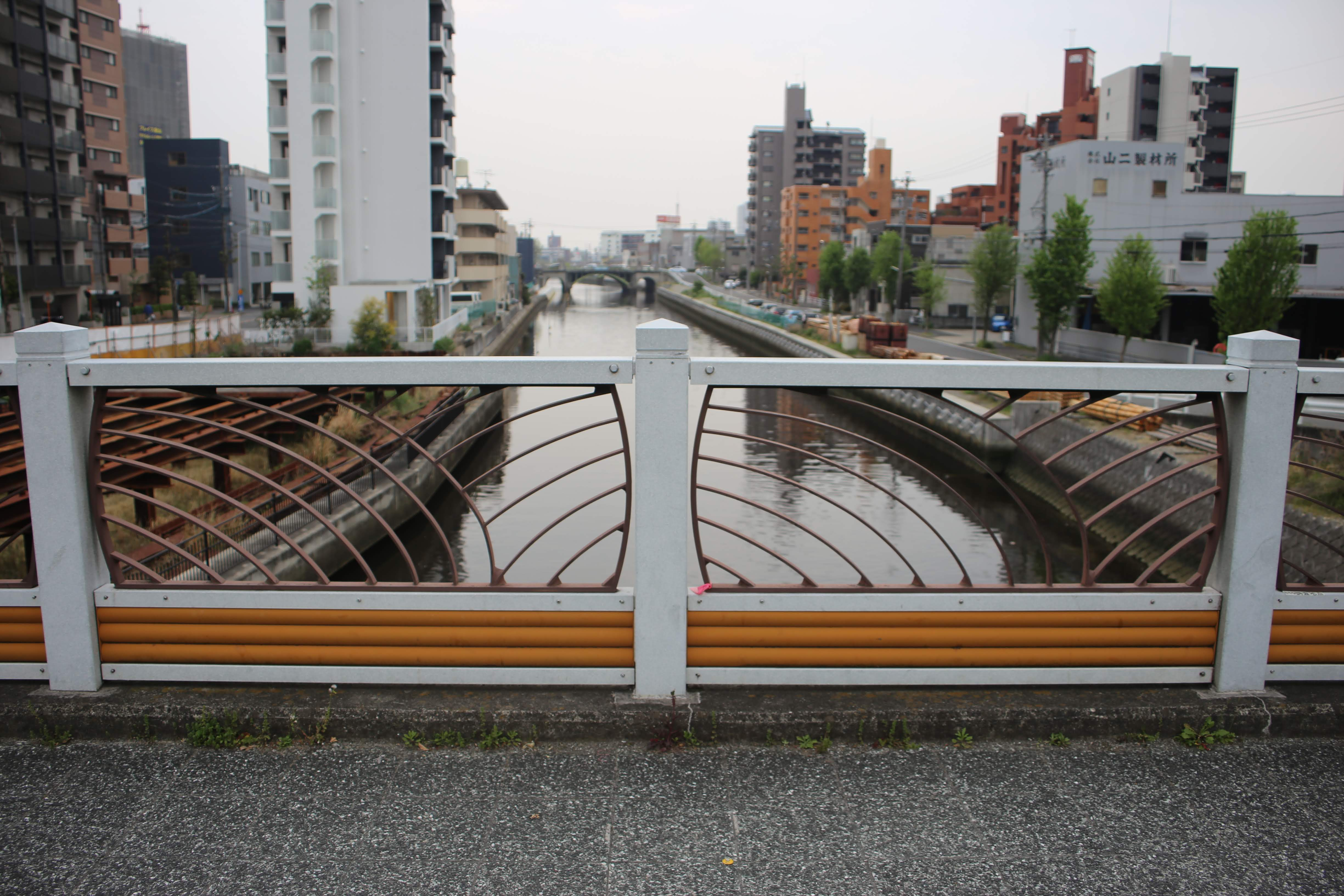
波をモチーフにした欄干

尾頭橋は堀川の古渡橋（上流）と住吉橋（下流）の間に位置する橋である。
堀川にかかる堀川七橋で一番新しく、1665年（寛文5年）に架けられたので「新橋」とも呼ばれる。また、由来については前述の通り、度々架け替えられたために新橋と呼ばれる説もある。
19世紀半ばに編纂された『宿村大概帳』によると、この頃の尾頭橋は高欄付きの板橋であり、長さは17間・幅は3間だった。
1665年（寛文5年）の架橋以来何度か架け替えられており、1856年（安政3年）、1937年（昭和12年）の改築の記録が残る。また、明治にも改築されたが、年月は不詳。1969年（昭和44年）には交通量の増大に対応し、橋の両側に歩行者専用橋が増築されたという。当時の橋は長さ31.3メートル、幅10.5メートル。
現在の尾頭橋は長さ41.8メートル、幅19.2メートルであり、欄干は波型で、由来解説板や絵のパネルなどがはめ込まれ、舗装は自然石、照明はアンティーク調である。

### 鉄道

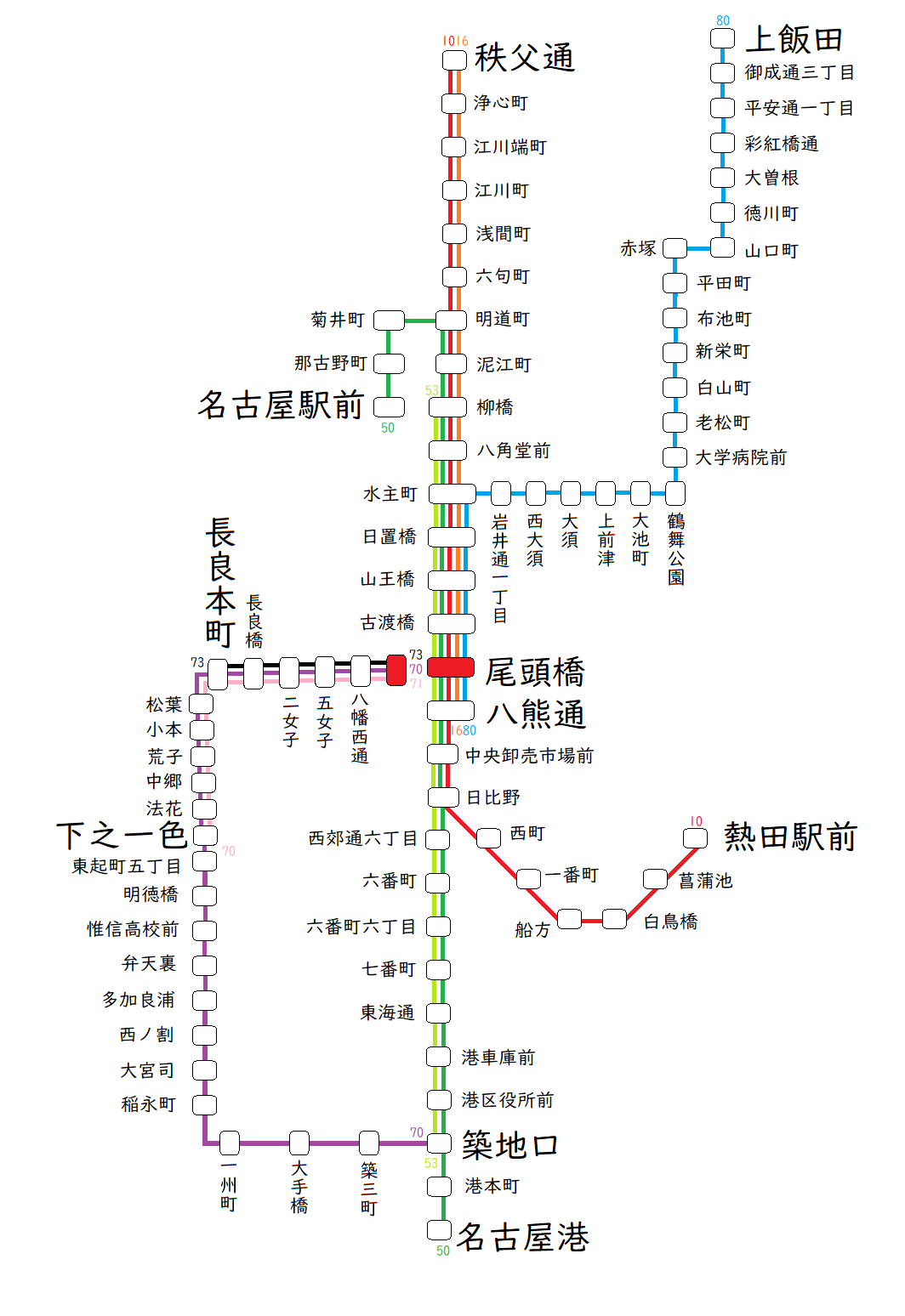
名古屋市電尾頭橋電停関連系統

尾頭橋地区に鉄道ができたのは、1912年（明治45年）5月6日に南北方向に名古屋電気鉄道江川線が開通したことによる。このときの開業区間は、尾頭橋地区北方に位置する洲崎橋電停から南方の船方電停の間であり、同時に尾頭橋電停も設置された。名古屋電気鉄道の名古屋市内路線については1922年（大正11年）8月1日に名古屋市に買収され、また江川線も線路名称を分割し、路線の名称が名古屋市電下江川線となっている。
1913年（大正2年）12月20日、市電尾頭橋電停のすぐ脇の佐屋街道上に私鉄下之一色電車軌道が愛知郡下之一色町とを結ぶ下之一色線の新尾頭停留所を開業させた。こちらも1937年（昭和12年）に名古屋市に買収され、名古屋市電下之一色線となっている。この開業により交通の要衝となり、急速に発展を遂げたとされる。
下之一色の行商人は丸1日掛けて徒歩で名古屋市街地に来ては商いをしていたが、下之一色電車軌道はこの需要を狙ったのであった。商いのための魚は竹カゴに入れて運んでいたが、この竹カゴを運ぶ専用の車両も連結されていたという。
1961年（昭和36年）4月当時尾頭橋電停には以下の常時系統が運行されていた。
- 50系統 : 名古屋駅前 - 尾頭橋 - 名古屋港（11.0キロメートル）
- 10系統 : 秩父通 - 尾頭橋 - 熱田駅前（10.0キロメートル）
- 80系統 : 上飯田 - 尾頭橋 - 八熊通（10.4キロメートル）
- 70系統 : 尾頭橋 - 築地口（14.0キロメートル）

また、随時系統として以下の系統も存在した。
- 16系統 : 秩父通 - 尾頭橋 - 八熊通（6.3キロメートル）
- 53系統 : 柳橋 - 尾頭橋 - 築地口（7.0キロメートル）
- 71系統 : 尾頭橋 - 下之一色（6.4キロメートル）
- 73系統 : 尾頭橋 - 長良本町（2.4キロメートル）

市電は戦後、全廃の方針が示され、下之一色線は1969年（昭和44年）2月20日、下江川線の尾頭橋電停は1971年（昭和46年）4月1日に同線柳橋-八熊通間の廃止に伴い営業を終了した。
この後、しばらく鉄道によるアクセスは消滅していたが、地区を通過するだけだったJR東海道本線に、1995年（平成7年）に尾頭橋駅（ウインズ名古屋前）が開業している。

### バス

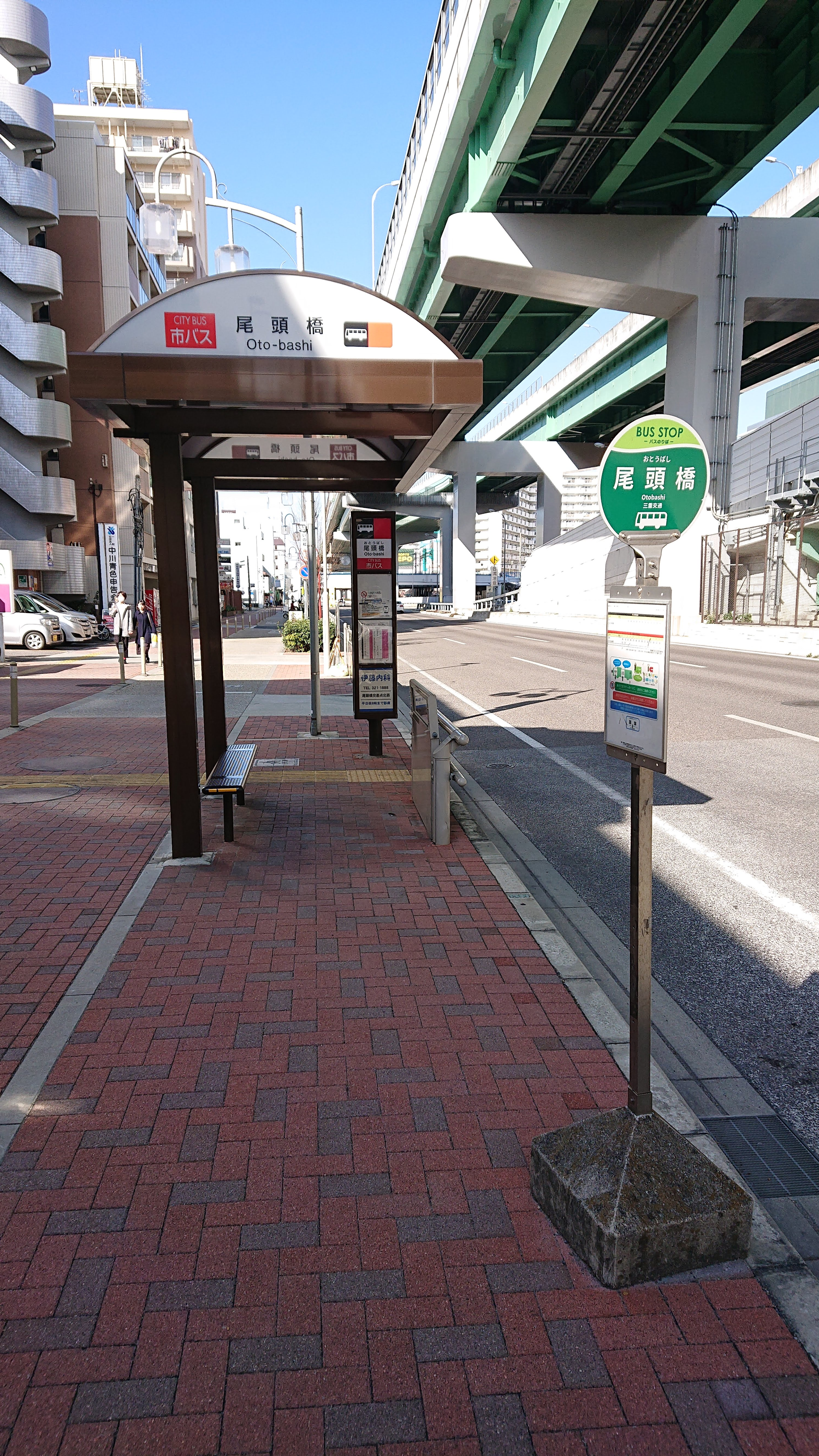
市バス・三重交通バス尾頭橋停留所（2019年2月）

1930年（昭和5年）12月、浄心から柳橋を経由し尾頭橋に至る市営バス路線が開通している。その後、1931年（昭和6年）度に尾頭から石川橋に至る路線がさらに開業している。
『市営50年史』（1972年）は、名鉄バスセンター設置に伴って名鉄バスが尾頭橋停留所などを廃止したとの記述がある。
2019年（令和元年）5月現在、以下のバス停が置かれている。
- 三重交通バス：尾頭橋停留所[WEB 14]
  - 50系統（名古屋桑名線） : 名鉄バスセンター - 尾頭橋 - 桑名駅前・かの里車庫前
  - 61系統（名四長島線） : 名鉄バスセンター - 尾頭橋 - サンビーチ日光川

- 名古屋市営バス：尾頭橋停留所[WEB 15]
  - 名駅19号系統 港区役所 - 尾頭橋 - 名古屋駅
  - 栄22号系統 港区役所 -  尾頭橋 - 栄
  - 金山21号系統 中川車庫前・地下鉄高畑 - 尾頭橋 - 金山
  - 金山23号系統 戸田荘・岩塚本通四丁目 - 尾頭橋 - 金山
  - 中川巡回系統 地下鉄高畑 - 尾頭橋 - 地下鉄高畑

- 名古屋市営バス：八幡西通停留所[WEB 16]
  - 名駅19号系統 名古屋駅 - 八幡西通 - 港区役所
  - 金山21号系統 中川車庫前・地下鉄高畑 - 八幡西通 - 金山
  - 金山23号系統 金山 - 八幡西通 - 戸田荘・岩塚本通四丁目
  - 中川巡回系統 地下鉄高畑 - 八幡西通 - 地下鉄高畑

## 施設

### 尾頭橋一丁目

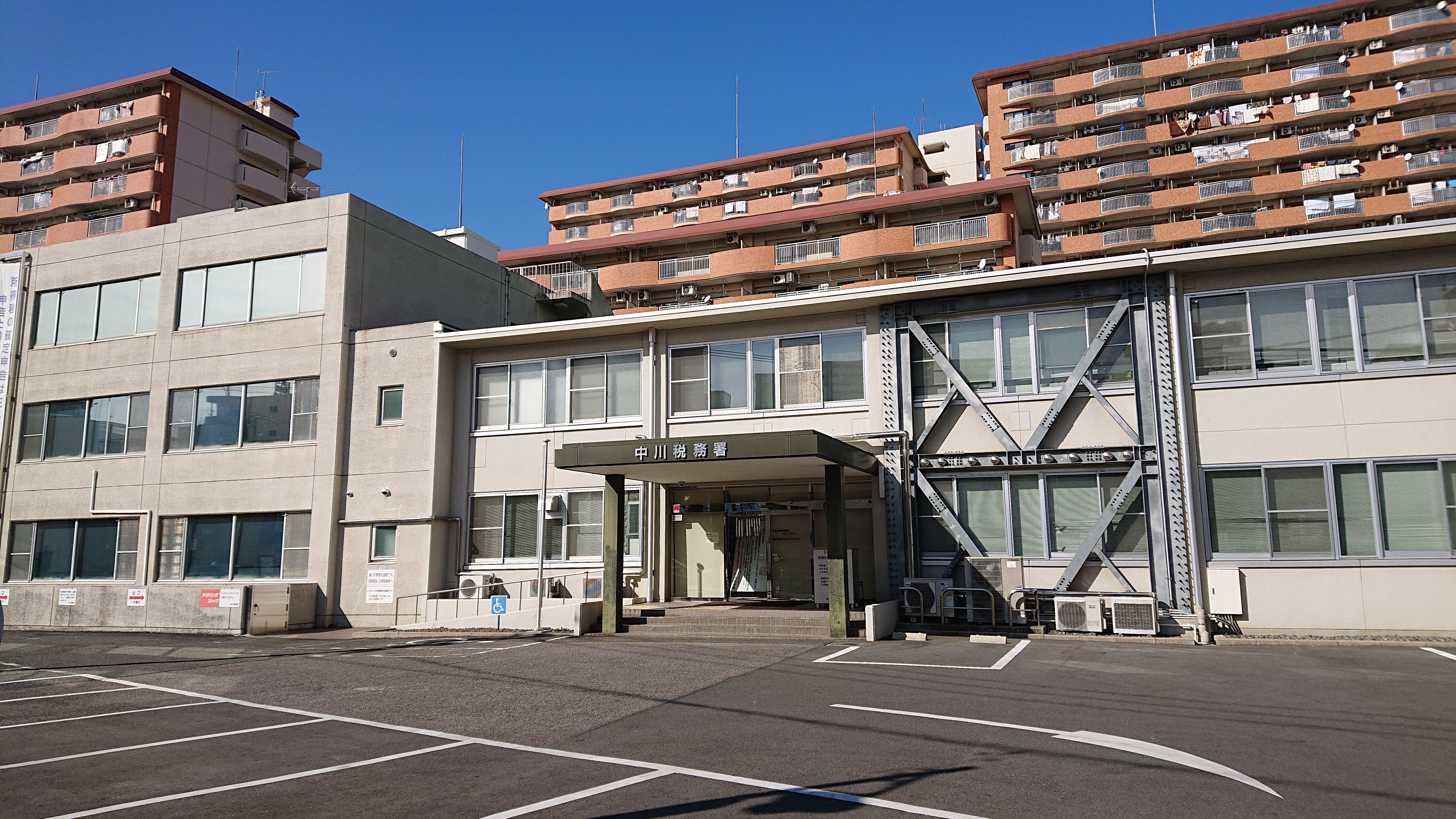
中川税務署
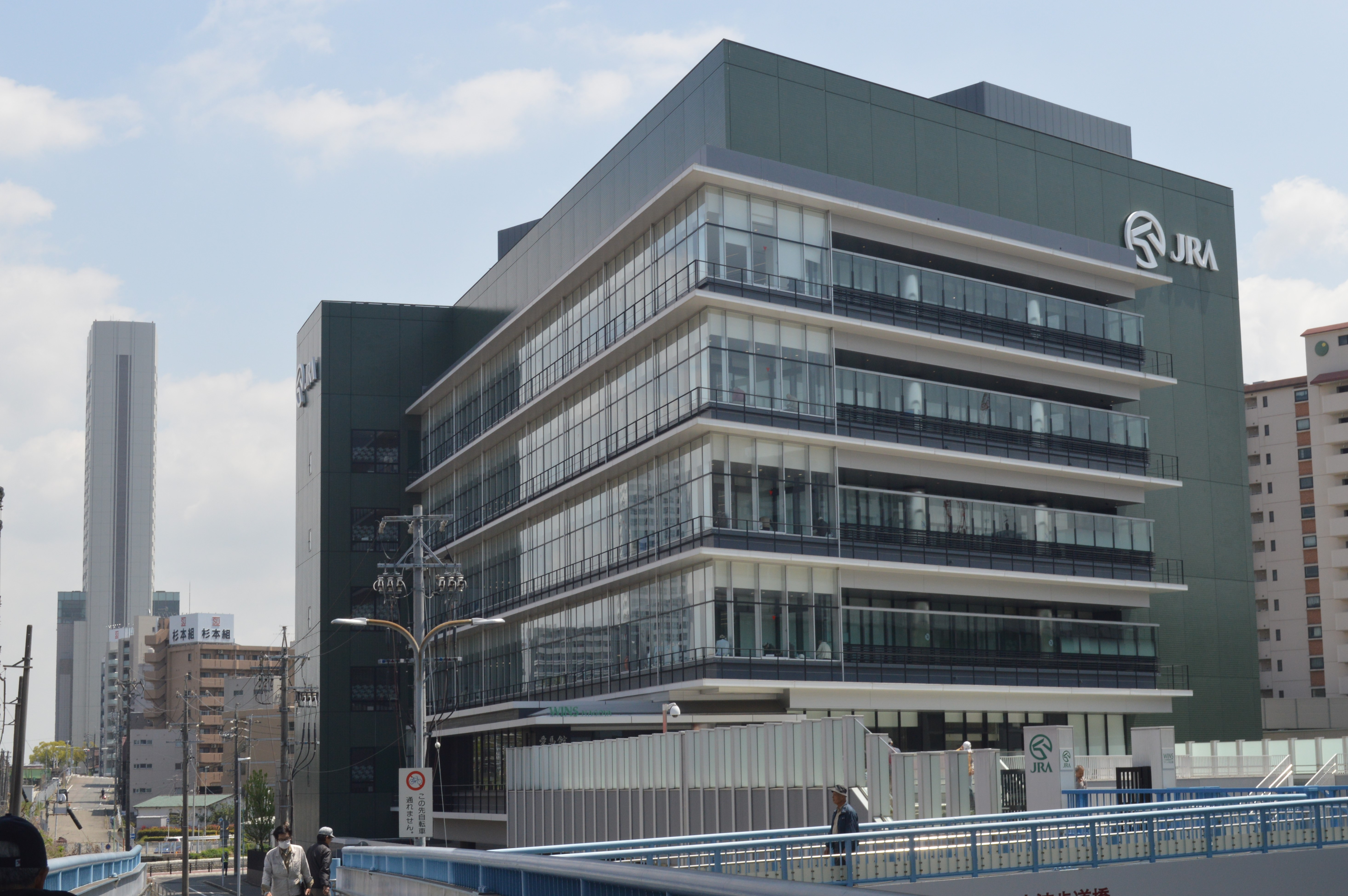
ウインズ名古屋
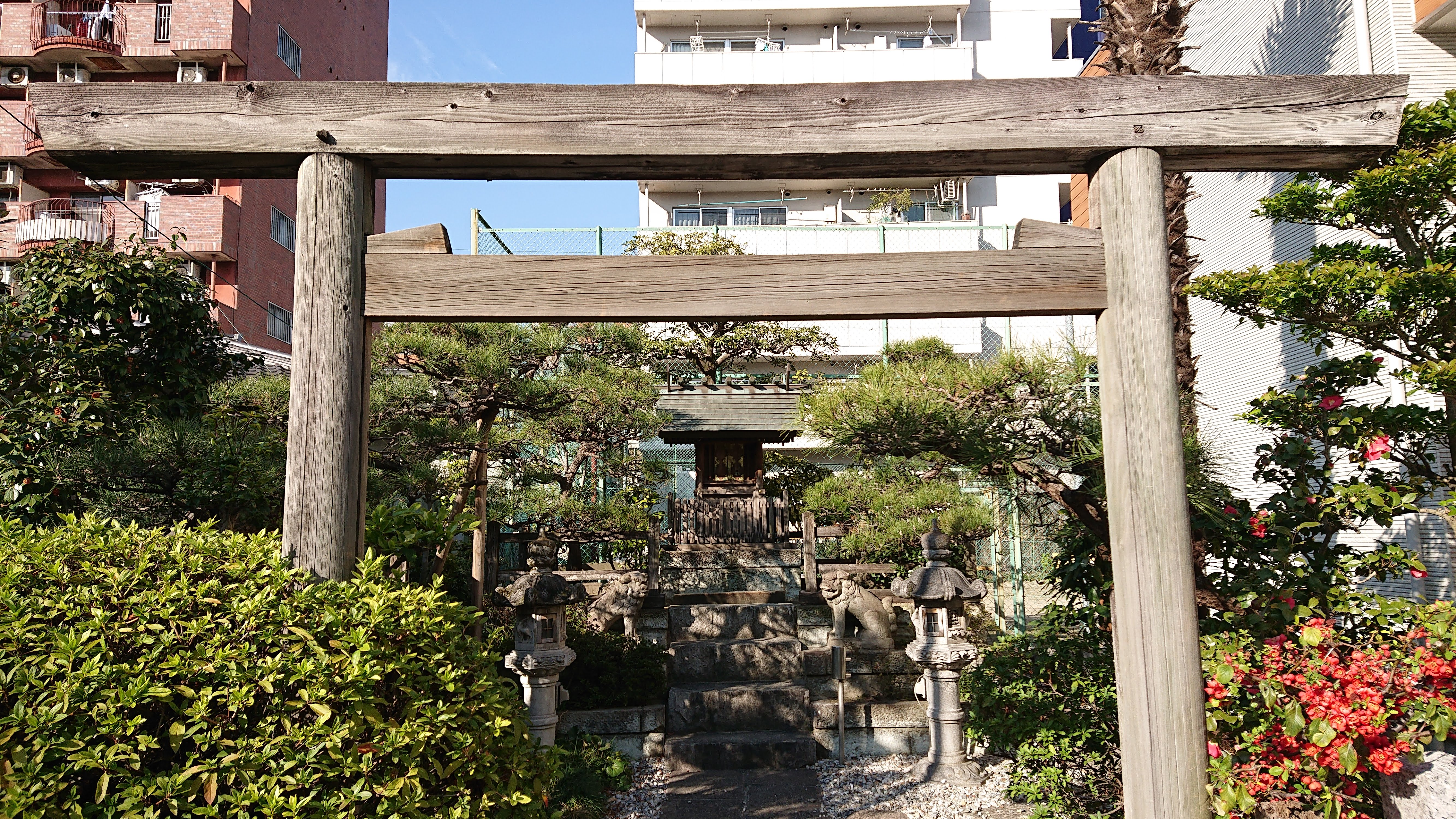
尾頭橋神社

中川税務署は1943年（昭和18年）7月、熱田税務署の管内より中川区および港区の割譲を受け設立された。このときは中川区西古渡町に事務所が設置されている。この庁舎は1945年（昭和20年）3月の名古屋大空襲により焼失の憂き目に遭い、翌年10月に同区八熊通1丁目12番地の民有建物を仮庁舎とした。尾頭橋の庁舎に移ったのは1956年（昭和31年）4月のことである。
- 中川消防署 尾頭橋出張所

1942年（昭和17年）12月に西古渡町6丁目において設置されたものの、1945年（昭和20年）3月の名古屋大空襲により庁舎を失ったために一旦廃止されている。1953年（昭和28年）に場所を改めて再開した。
- ウインズ名古屋

尾頭橋1丁目にある日本中央競馬会の場外勝馬投票券発売所（WINS）。かつては新栄町や矢場町にあったが、1969年（昭和44年）11月に尾頭橋の現在地に移転した。移転に際し、競馬による公害発生を理由に、地域住民が国と中央競馬会に対して場外馬券の販売中止と損害賠償を求める訴えを起こしたが、1979年（昭和54年）棄却された。
- プレイランドキャッスル尾頭橋店
- 岡崎信用金庫尾頭橋支店[WEB 17]

1963年（昭和38年）3月18日に開設し、同年9月25日に新築移転。
- 尾頭橋神社
- シティコーポ尾頭橋

1984年（昭和59年）6月15日、建築基準法（第86条・第86条の2）に基づいて団地認定を受けている。
- 尾頭一丁目どんぐり広場[WEB 19]
- 尾頭橋東公園

- 中川税務署
- ウインズ名古屋
- 尾頭橋神社

### 尾頭橋二丁目

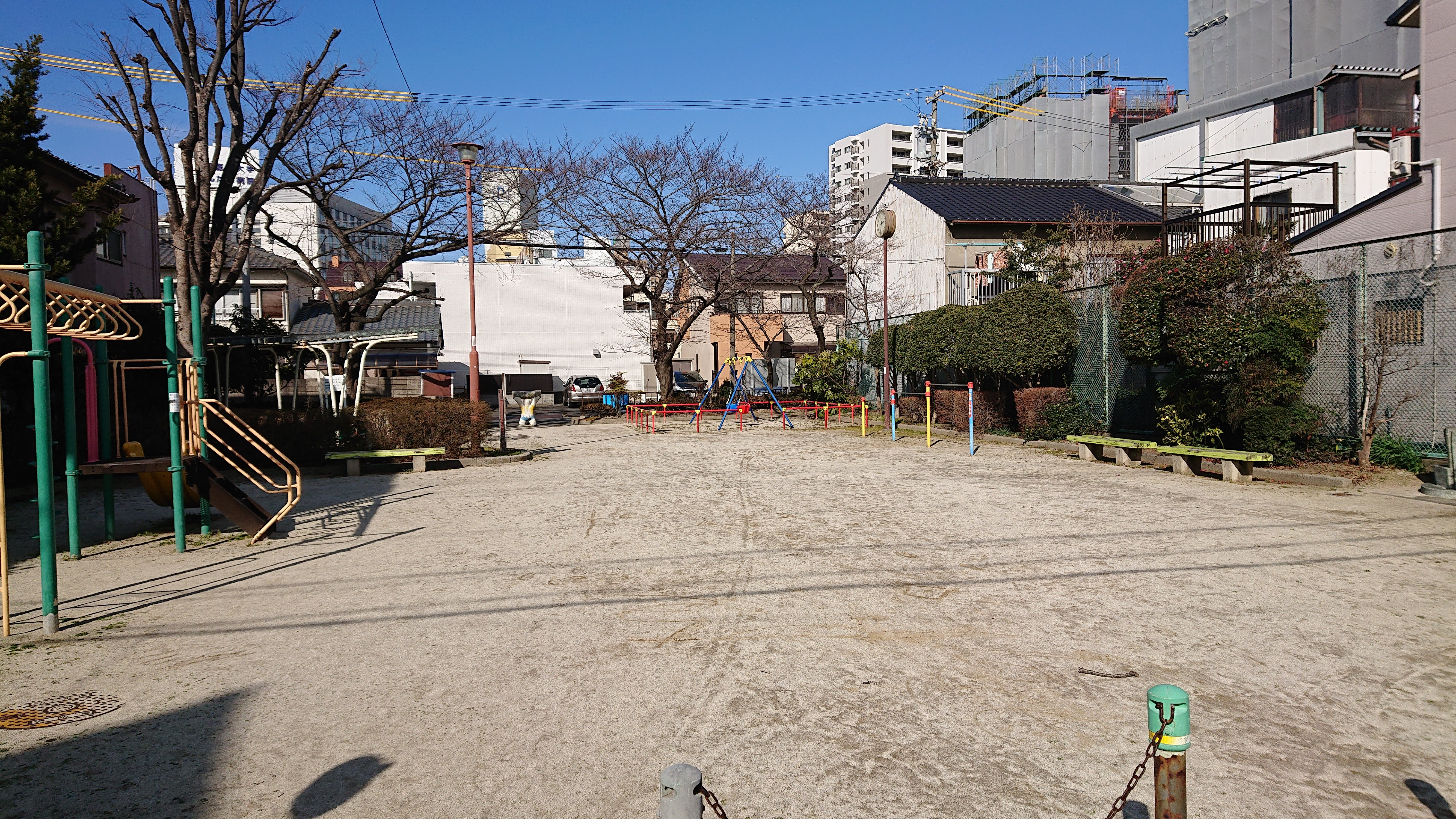
三菱UFJ銀行 尾頭橋支店[WEB 20]
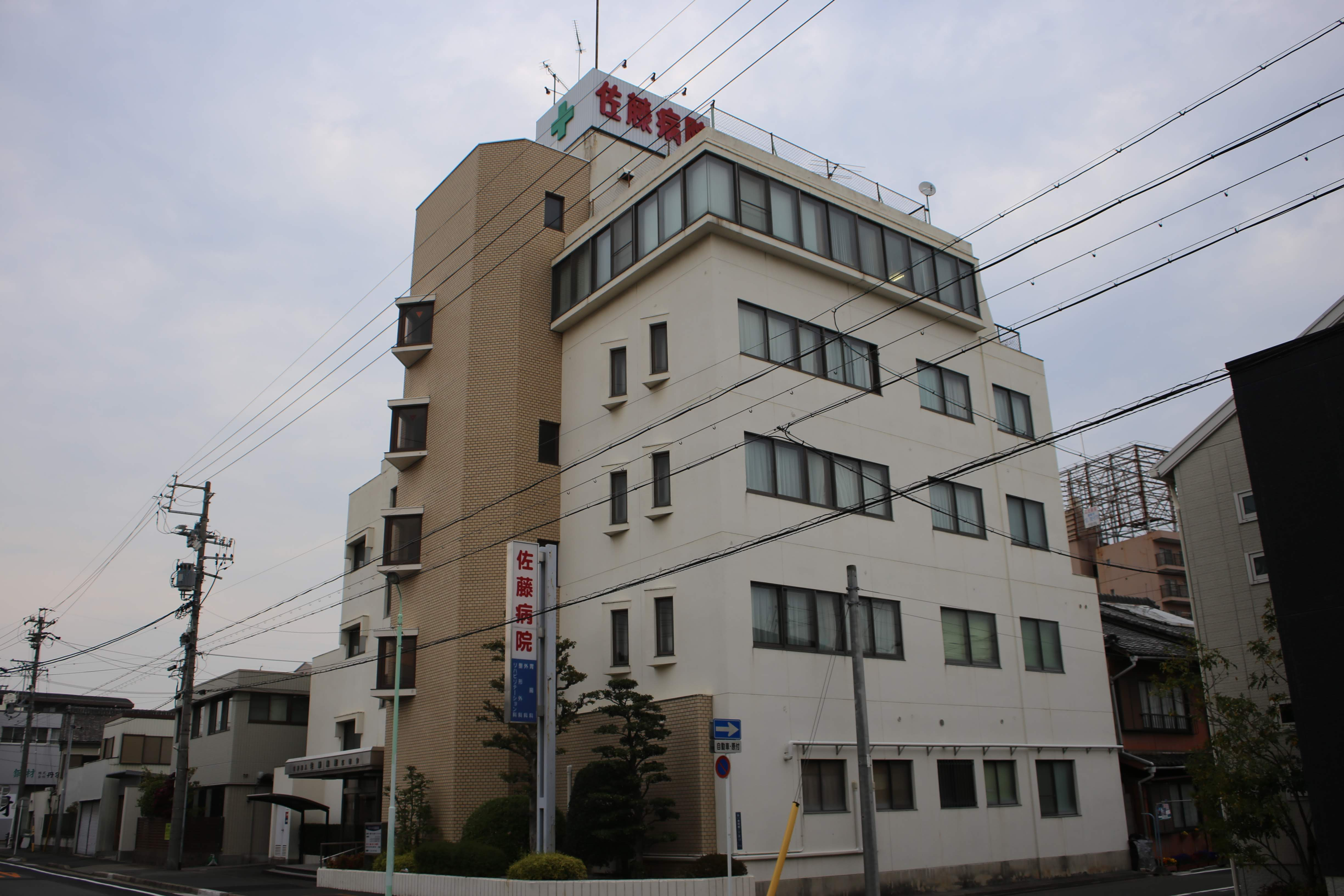
尾畑公園

1983年（昭和58年）4月1日に開園した公園。震災復興事業により整備された。
- 信流寺
- 尾頭橋どんぐり広場[WEB 19]
- 尾頭橋西部どんぐり広場[WEB 19]
- 佐藤病院

医療法人広徳会による病院。1983年（昭和58年）9月1日開院。
- 尾畑公園
- 佐藤病院

### 尾頭橋三丁目

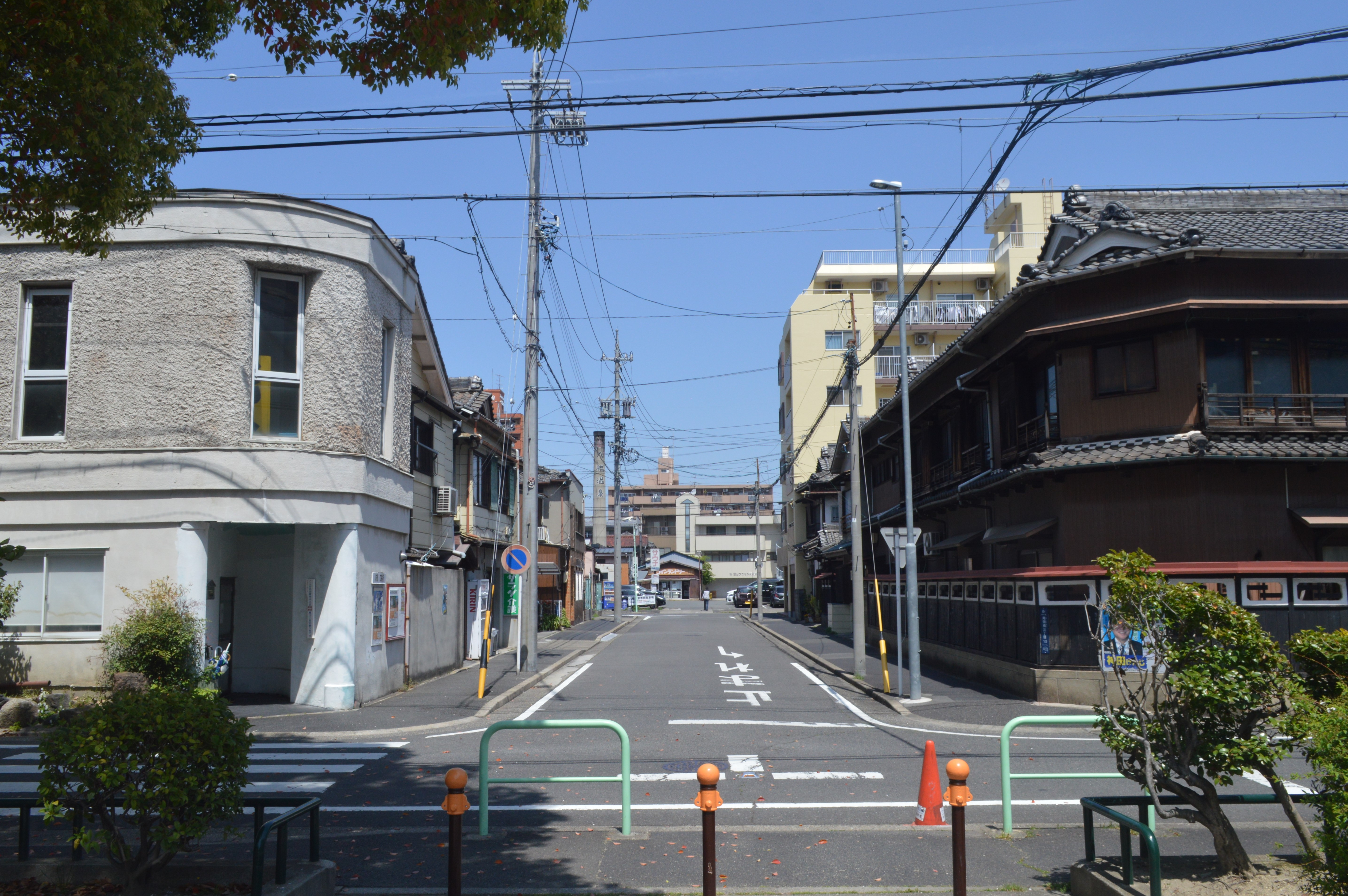
尾頭橋公園から見た八幡園跡

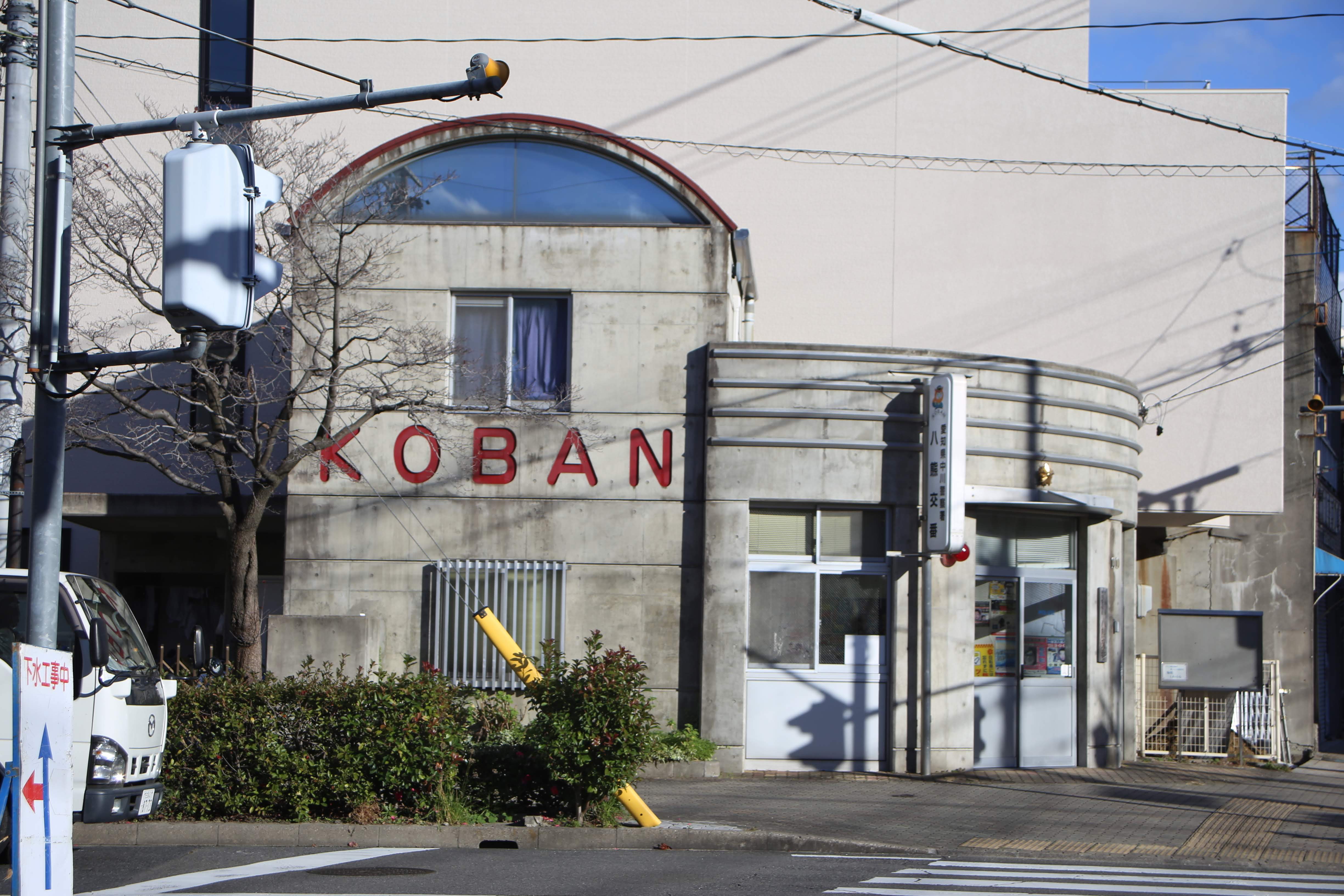
中川警察署八熊交番
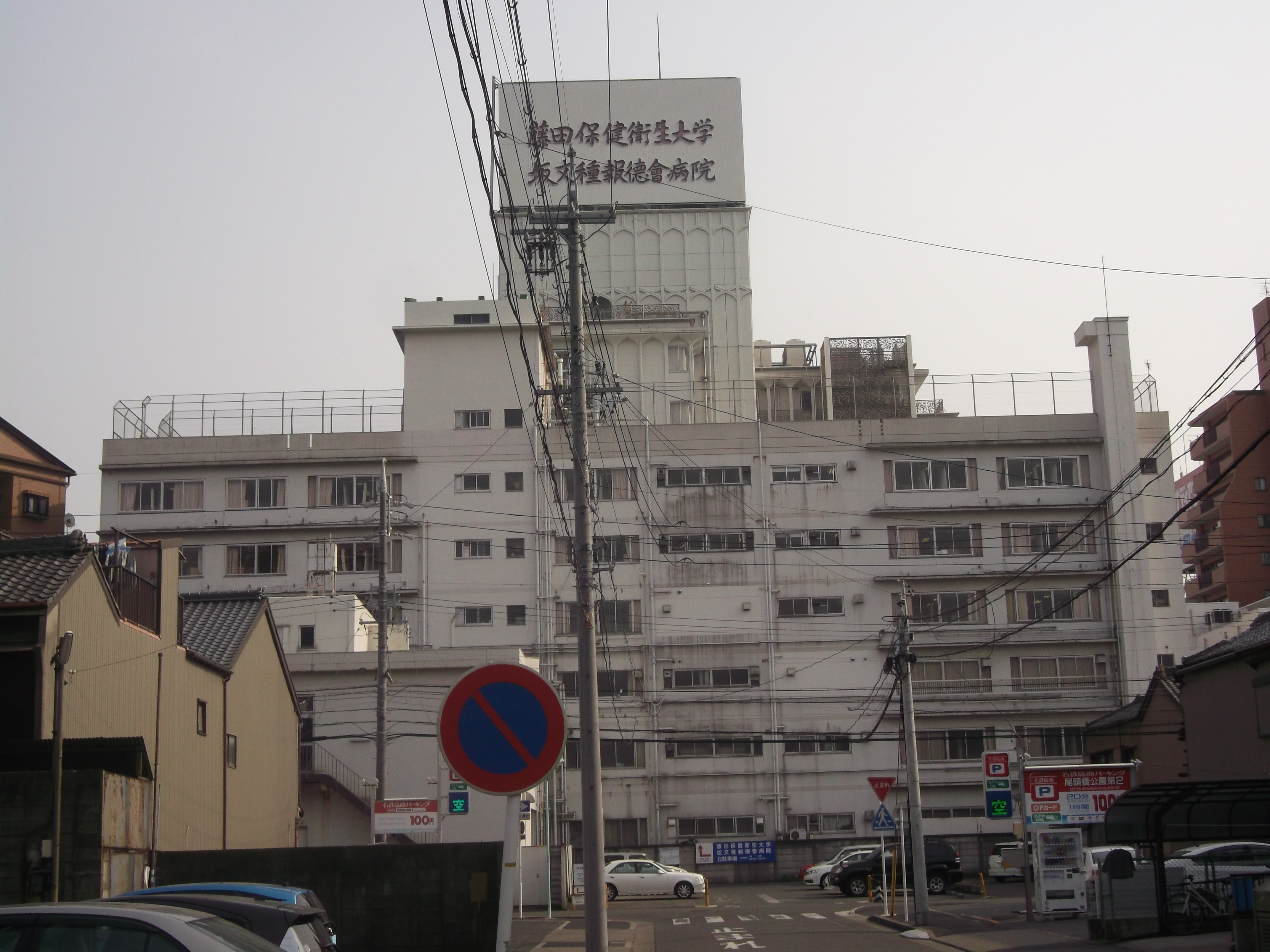
藤田医科大学ばんたね病院
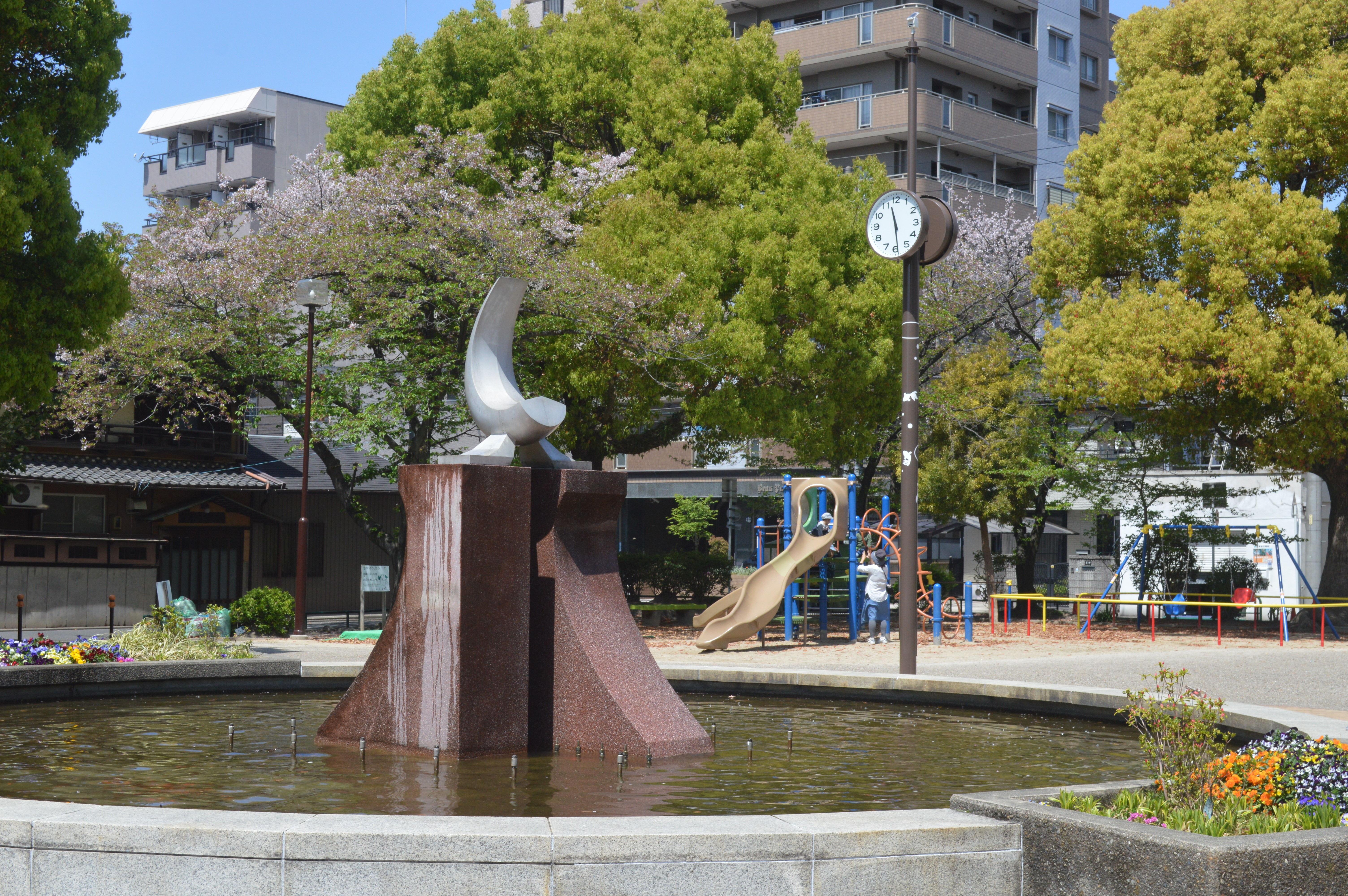
尾頭橋公園

1998年（平成10年）に新築された建物は、同年3月26日に使用が開始されている。鉄筋コンクリート造2階建て。延床面積55平方メートル。
- 藤田医科大学ばんたね病院

1930年（昭和5年）9月に開院した総合病院。
- 尾頭橋公園

開園当初は「廓公園」の名称であったが、のちに改称している。廓公園は名古屋市の戦災復興土地区画整理事業の中川第2工区の事業により整備された公園である。公園の開園は1952年（昭和27年）のことだが、もともとは八幡園内の公園であったものを整備し直したものという。面積は0.18ヘクタール。
- 尾頭橋南部どんぐり広場[WEB 19]
- 中川まちなか博物館「佐屋街道と尾頭橋」

当地を通る佐屋街道や尾頭橋の歴史について説明した案内板。市民グループの「佐屋街道に花と歴史をのこす会」が区に寄付したもので、中川区が区内4ヶ所に設置した「中川まちなか博物館」と題する案内板の一つとして位置づけられている。
- 八幡園

戦前の八幡園は花街であり、戦後には遊廓となった。戦前の名古屋市には17連の花柳界があり、1941年（昭和16年）の八幡園には料亭77軒、芸妓置屋30軒、芸妓153人があった。太平洋戦争中に花柳界が衰退したため、1943年（昭和18年）9月頃から遊廓への転換が進んだ。1945年（昭和20年）の名古屋大空襲ではいったん町が焼失している。戦中の1943年から土地区画整理事業が開始されており、戦後には公園を中心とする整然とした街区が生まれた。1955年（昭和30年）に刊行された『全国女性街ガイド』によると、68軒の遊廓があり、324人の遊女がいた。戦後の名古屋市で赤線区域に指定されたのは、八幡園、中村区の名楽園、北区の城東園、港区の港陽園の4か所である。1958年（昭和33年）に売春防止法が施行されると、遊廓から旅館に転業した店なども多かった。八幡本通から少し北側に歩いた場所にある。
- 西古渡第二公園

1983年（昭和58年）4月1日開園の公園。震災復興事業により整備された。
- 中川警察署八熊交番
- 藤田医科大学ばんたね病院
- 尾頭橋公園

### 尾頭橋四丁目

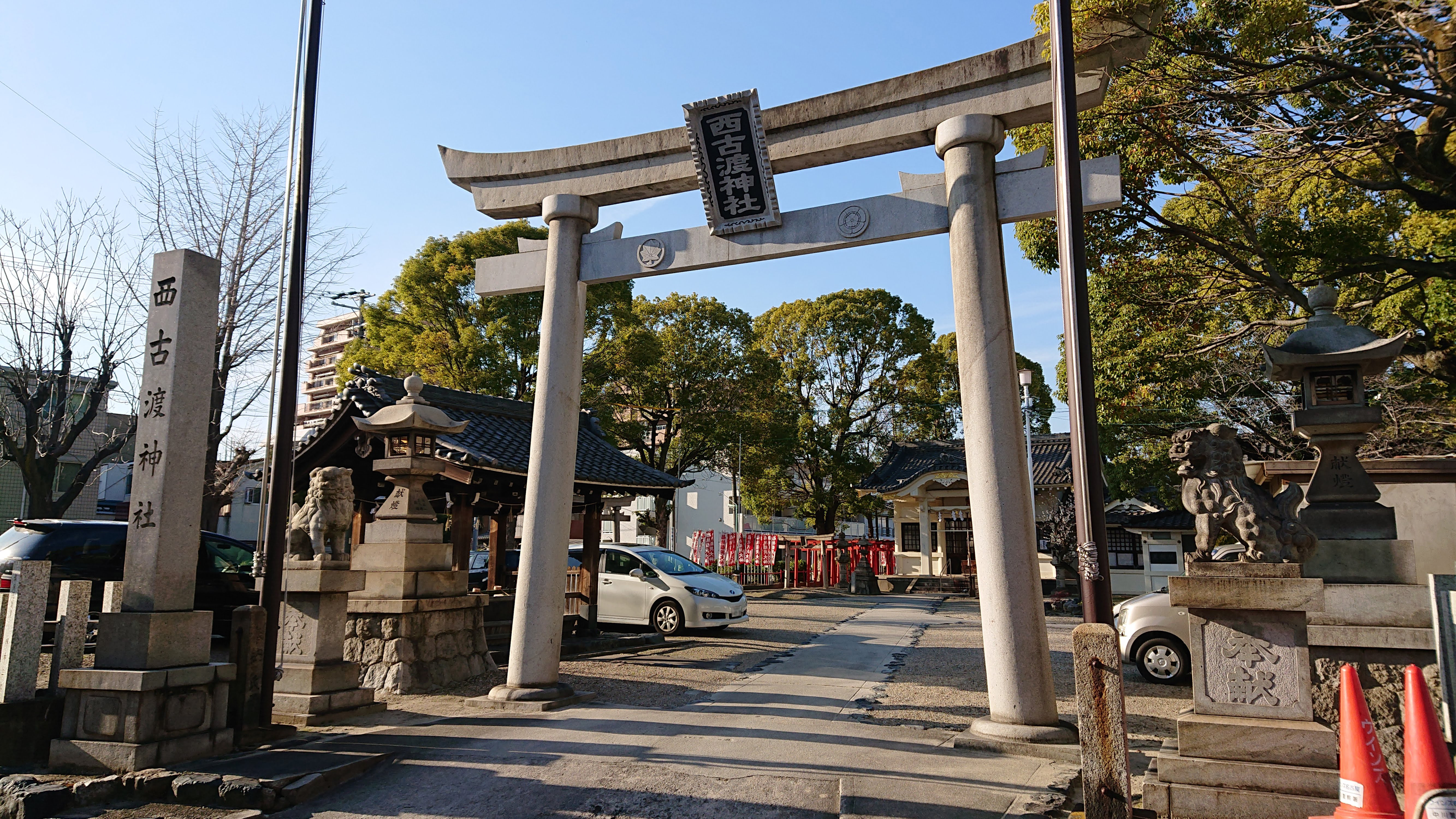
西古渡神社
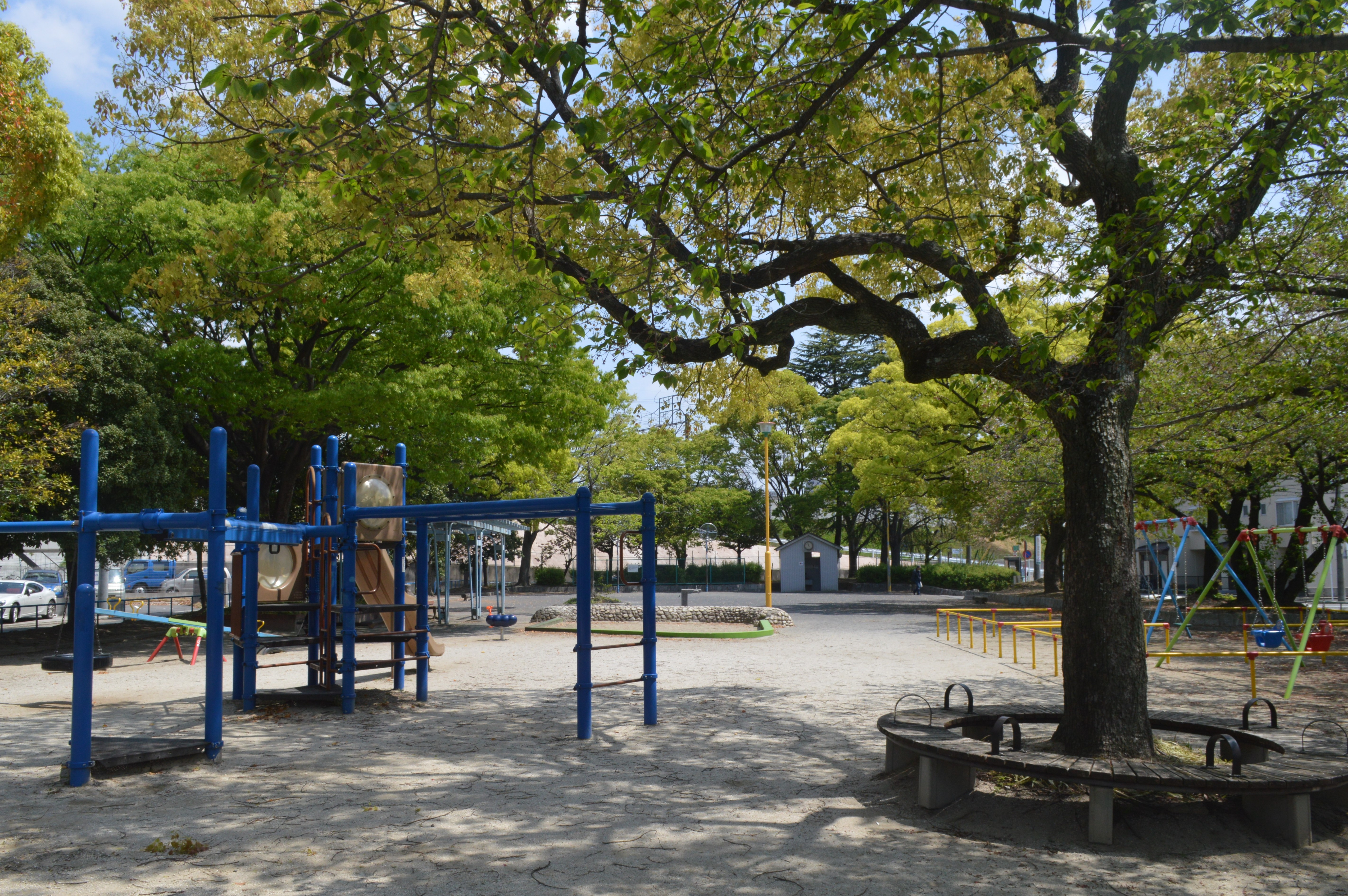
八幡公園

- 八熊コミュニティセンター

1993年（平成5年）4月9日開館。名古屋市82か所目のコミュニティセンター。91平方メートルの会議室のほか、さくらの間・もみじの間と称する10畳の和室2室を備える。
- 名古屋ビジネスインキュベータ「nabi金山」

尾頭橋四丁目にあるIT企業の育成施設。1992年（平成4年）12月15日には名古屋ビジネスインキュベータ「nabi金山」の完成記念式典が行われた。総工費は9億5000万円であり、同時点ではコンピュータソフトやシステム開発の12社が入居している。
- 八幡温泉

尾頭橋四丁目4番24号にある銭湯。サウナ、水風呂、薬湯がある。
- 西古渡神社

尾頭橋四丁目2番3号にある神社。寛永18年（1641年）創建であるとされる。当時の境内は、堀川の西岸と尾頭付近にあったとされる。1924年（大正13年）10月6日、西古渡町字丁ノ坪と称していた地に遷された。1937年（昭和12年）5月31日、社名を西古渡神社と改める。同年8月18日、村社指定。同年10月10日に社殿を造営したが、1945年（昭和20年）5月17日には名古屋大空襲で焼失した。1951年（昭和26年）6月28日に社殿を再建した。例祭日は10月11日。1992年（平成4年）時点の氏子数は約1,700戸。祭神は建速須佐之男命・加具土神の2柱。
- 八幡公園
- 西古渡公園

計画決定時には古渡公園の名称であったという。1984年（昭和59年）3月31日開園。
- 八幡南公園

1984年（昭和59年）3月31日開園。
- 四丁目どんぐり広場[WEB 19]

- 西古渡神社
- 八幡公園

## 尾頭橋商店街

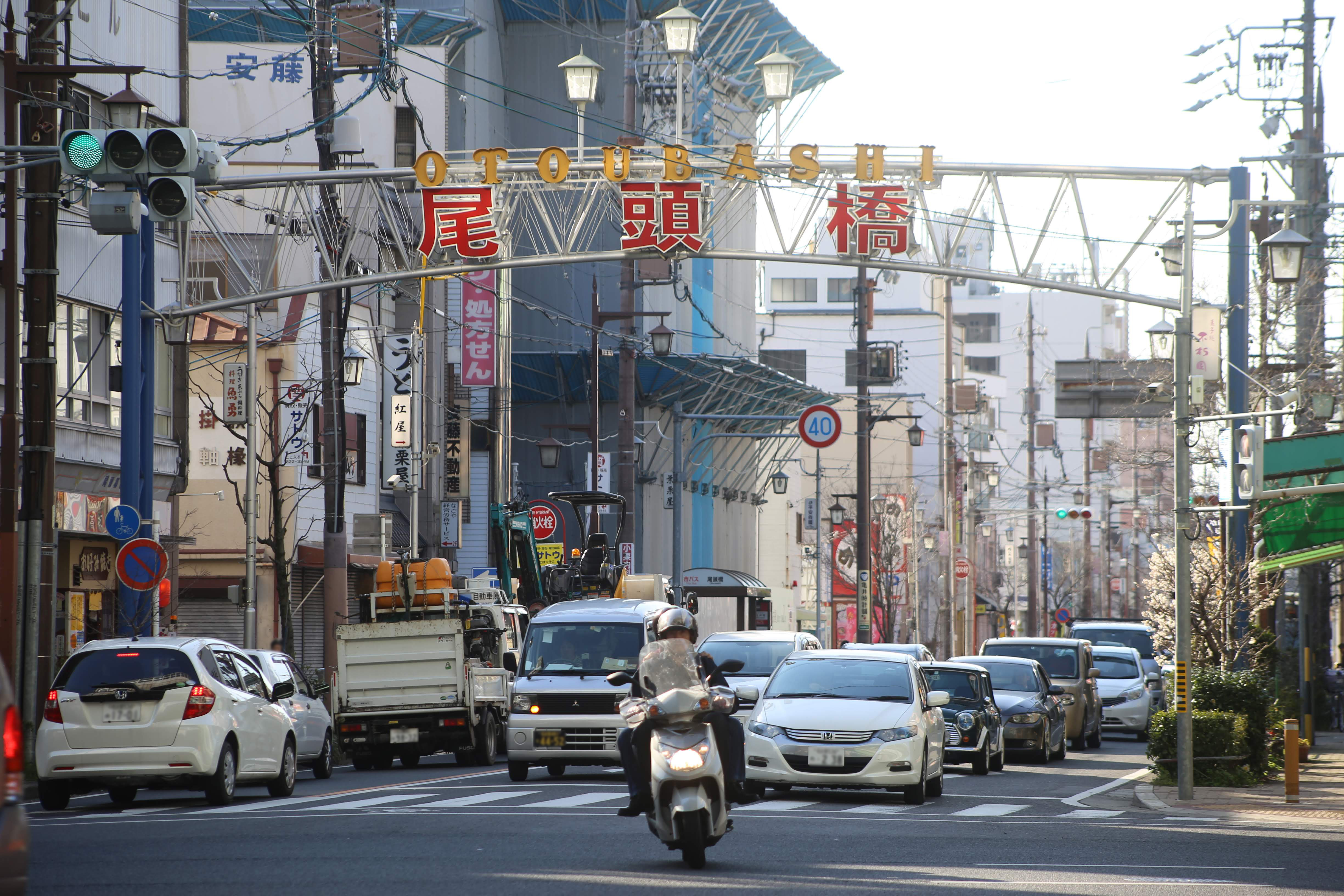
尾頭橋商店街のアーチ

### 商店街の歴史
尾頭橋商店街の歴史は明治にさかのぼり、農家が野菜市を開いたのが商店街としての始まりである。1945年（昭和20年）の名古屋大空襲で焼失したが、戦後の1946年（昭和21年）に映画館の尾頭劇場が開館したことを機に商店街の再建が進み、1949年（昭和24年）に中日球場（後のナゴヤ球場）が完成したことでにぎわいを取り戻した。
1987年（昭和62年）時点の尾頭橋商店街には、大宝会館（後のタイホウ尾頭橋店）、モナコ、パチンコ正ちゃんという3店舗のパチンコ店があった。1995年（平成7年）3月16日に開業したJR東海道本線尾頭橋駅から徒歩約5分である。1995年4月15日・16日には尾頭橋駅の開業を記念して、第1回おとうばし商人まつりが開催された。2007年（平成19年）には自動体外式除細動器（AED）の設置費用が国や自治体の補助対象となった。同年に全国で補助対象に認定された140台のうち、名古屋市商店街振興組合連合会が70台を設置しており、他の商店街同様に尾頭橋商店街にもAEDが設置された。2011年（平成23年）には2灯式の街路灯54本の照明をLED化し、塗りなおしも行ってリニューアルした。2012年（平成24年）には1灯式の街路灯20本もLED化した。また、2014年（平成26年）には防犯カメラを商店街に10台設置し、防犯面や検挙に効果が上がっているとされる。商店街のすぐ近くに救急設備の整った藤田医科大学ばんたね病院があることから、2013年（平成25年）にはAEDが撤去されている。

### 商店街の店舗

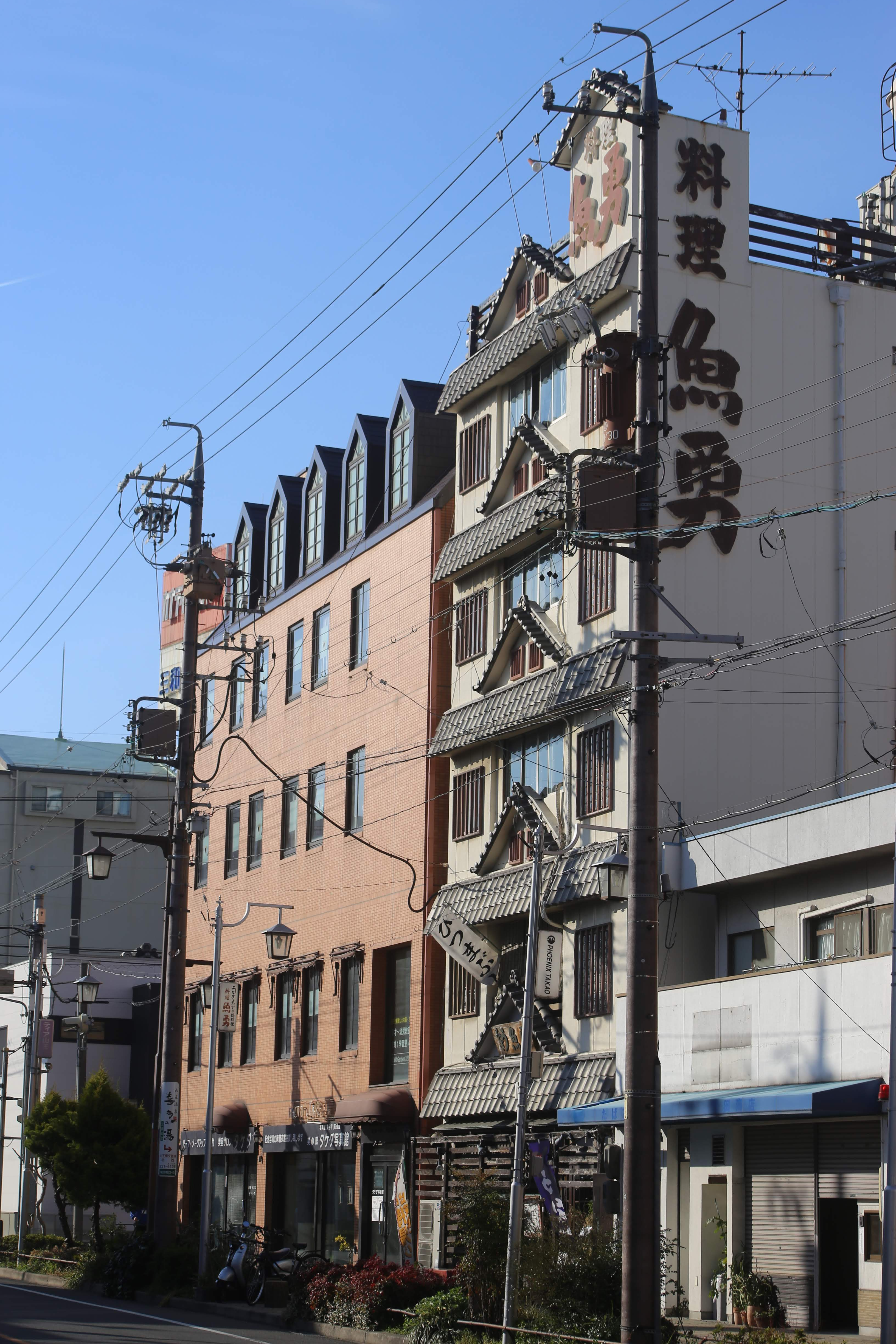
魚勇
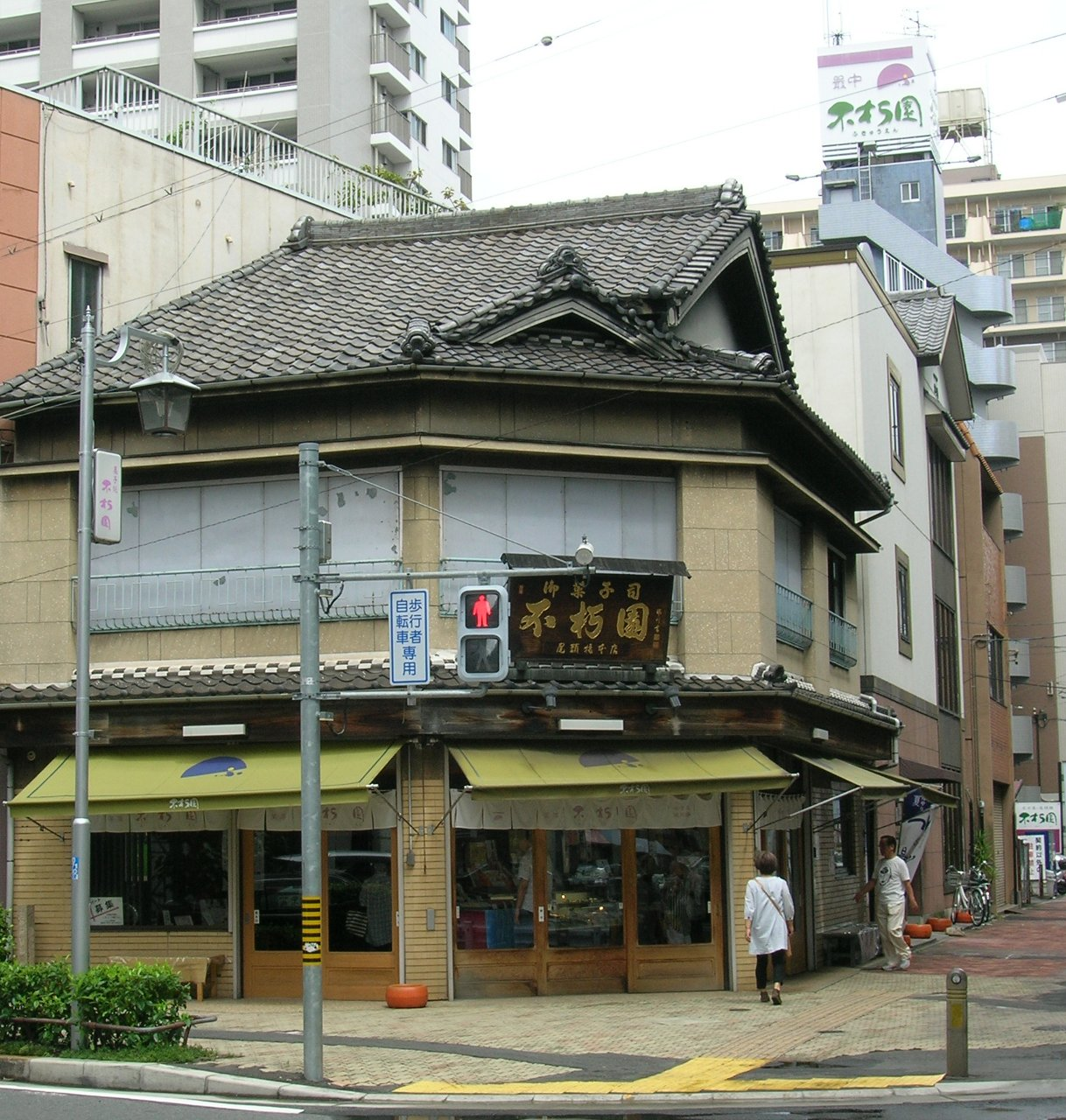
不朽園
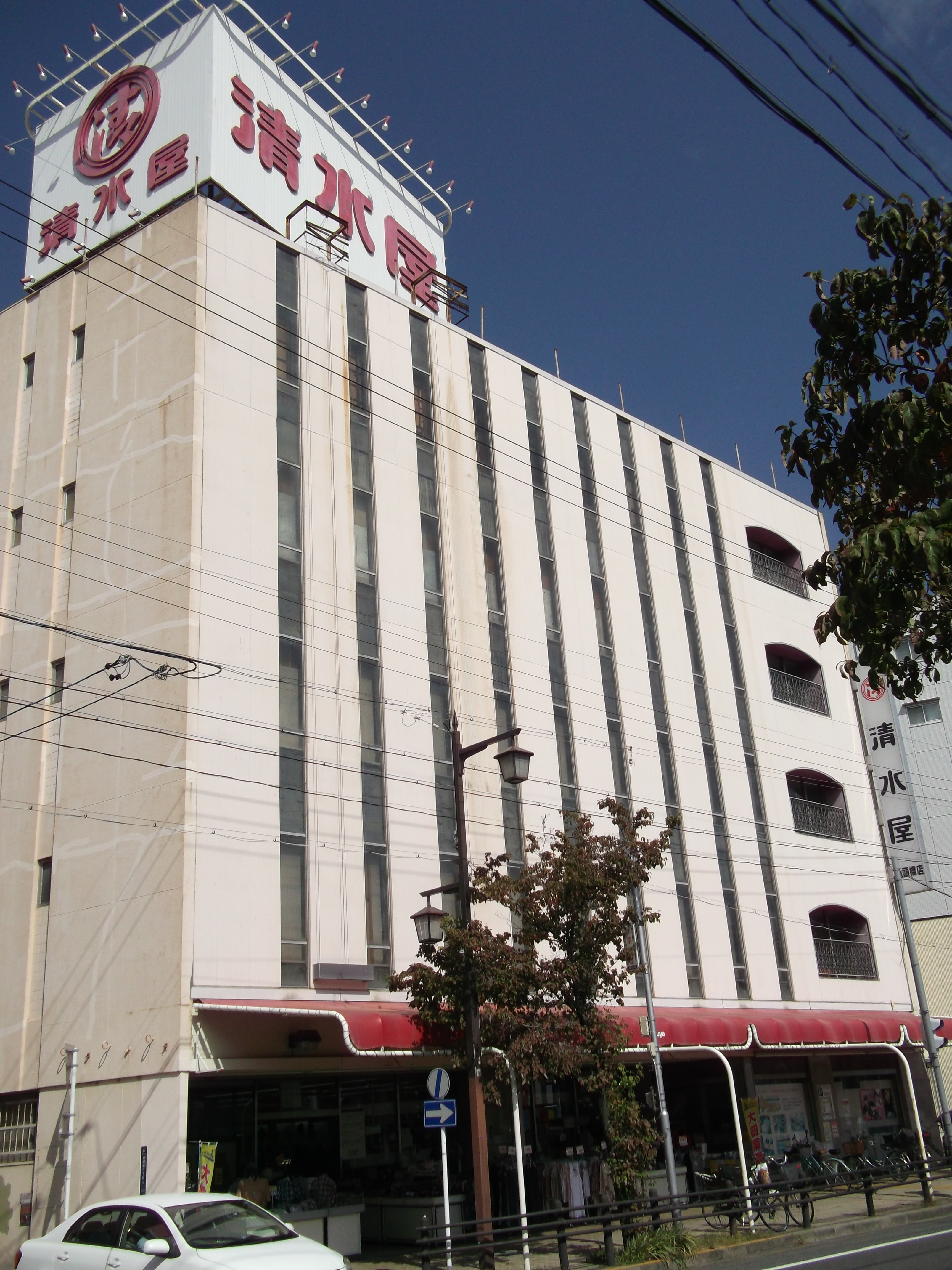
清水屋尾頭橋店

尾頭橋にある鰻屋の老舗。名物は「特性ウナギの天むし」という押し寿司で、鰻を焼いた後に軽く蒸すことで脂っぽさを抜いている。
- 不朽園

1927年（昭和2年）に名古屋市中区の大須で創業した和菓子屋である。「不朽園最中」や「献上最中」など、餡を使用した商品が主力である。「不朽園饅頭」には愛好者も多い。江戸時代、名古屋を代表する和菓子屋に「両口屋是清」と「桔梗屋」があったが、そのうち桔梗屋の流れを汲む「不老園」（中区大須）から暖簾分けしたのが、不朽園である。戦後の1946年（昭和21年）に大須より尾頭橋の地に移転した。1993年（平成5年）には3代目の杉村一夫が跡を継いだ。1997年（平成9年）頃からは自店舗での販売だけでなく百貨店への納入も行っている。2007年（平成19年）には創業80年を迎え、同時点では40人の従業員がいた。2012年（平成24年）には店舗が歴史的・文化的価値があると判断され、名古屋市によって認定地域建造物資産に認定された。
- 尾頭橋米穀店

1890年（明治23年）創業。2006年（平成18年）には農林水産省の外郭団体である食品流通構造改善促進機構が主催する有料経営食料品小売店等全国コンクールで受賞した。東海3県では唯一の受賞者であり、「米屋のお赤飯」や「桜エビ入りの餅」など個性的な二次加工食品が評価された。2017年（平成29年）には尾頭橋3丁目6-8から尾頭橋3丁目6-39に移転した。近隣には藤田医科大学ばんたね病院があり、退院祝いに「米屋のお赤飯」を購入する客も多いという。
- 尾頭映劇/尾頭劇場（閉館）

尾頭橋通2-9（当時）にあった映画館。1946年（昭和21年）4月21日設立、または1947年（昭和22年）開館。戦前の名古屋市電下之一色線尾頭橋電停付近の飲食店はまばらだったが、戦後には尾頭劇場が開館したことで商店が密集するようになった。1954年（昭和29年）時点の観客の年代は、20歳代が80%、30歳代+40歳代前半が18%だった。1956年（昭和31年）時点の中川区には4館の映画館があり、うち尾頭橋には邦画上映館の尾頭劇場と洋画上映館の尾頭パレス劇場があった。日本の映画館数がピークを迎えた1960年（昭和35年）時点で、尾頭劇場は木造平屋建・1320人収容、尾頭第一劇場は木造2階建・300人収容だった。1968年（昭和43年）以前に閉館した。
- 尾頭パレス劇場/尾頭第一劇場（閉館）

尾頭橋通2-35（当時）にあった映画館。1954年（昭和29年）12月31日に開館した。1954年時点の観客の年代は、30歳代が75%、20歳代が20%、その他が5%だった。1960年代中頃に閉館した。
- 紅屋百貨店（閉店）
- 武島屋呉服店（閉店）
- 清水屋尾頭橋店（閉店）

1968年（昭和43年）2月、尾頭劇場跡地に開店した。尾頭橋3丁目415-1にあった店舗は5階建てであり、店舗面積2,660平方メートルの大規模小売店舗だった。2016年（平成28年）11月20日に閉店した。2017年（平成29年）5月11日には跡地にツルハドラッグ尾頭橋店が開店した。
- 魚勇
- 不朽園
- 清水屋尾頭橋店

## 祭事・催事

### 中川金魚まつり

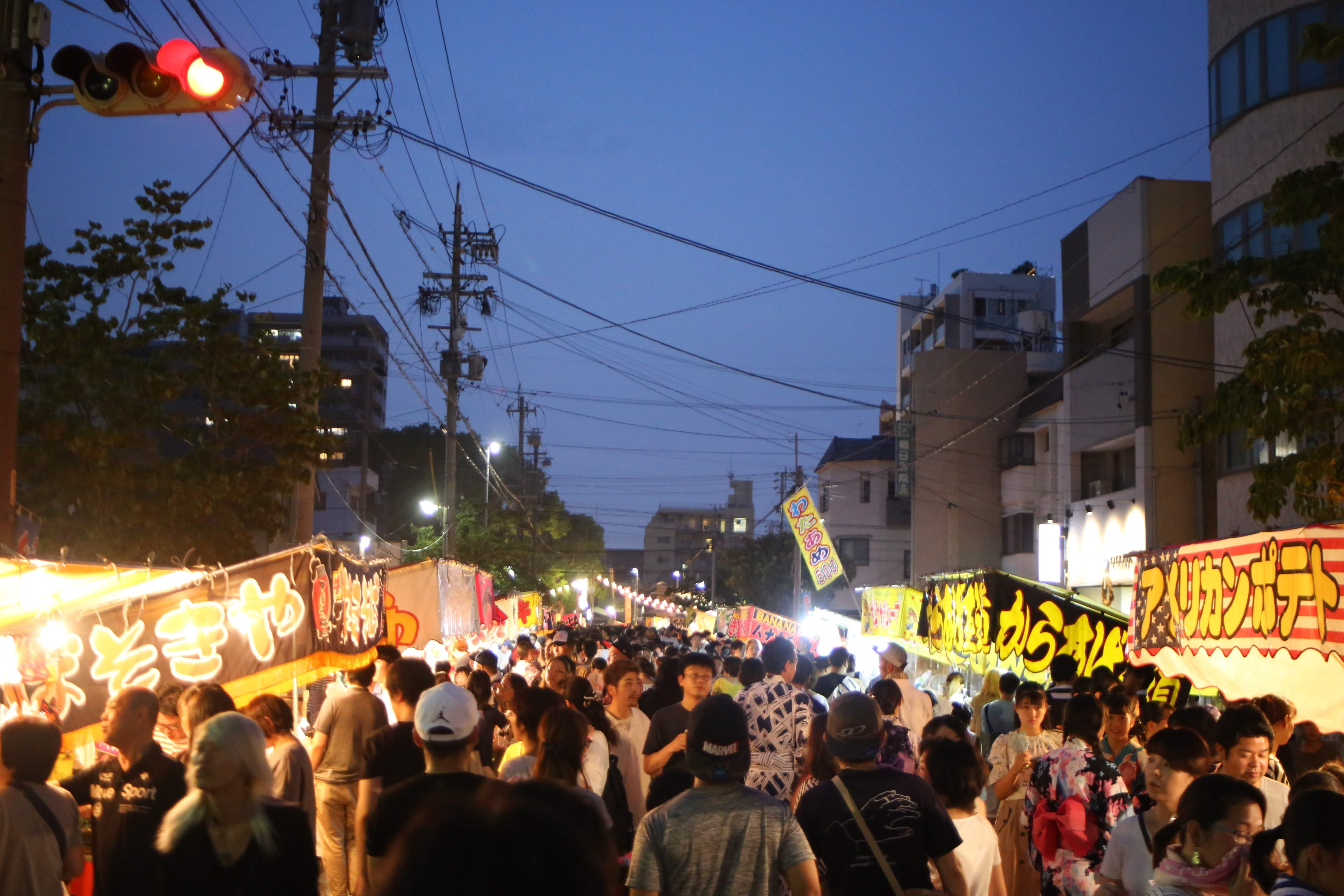
中川金魚まつり（2019年7月）

毎年7月第4土曜日・日曜日には、中川金魚まつり実行委員会が中川金魚まつりを開催している。福祉会館前から尾頭橋公園までパレードが行われる。
戦後すぐの尾頭橋には遊廓の八幡園があり、廓祭りという祭礼が開催されていた。1953年（昭和28年）には地元有志や商店街主らが廓祭りを引き継いで、地域活性化のために祭礼を始めた。1975年（昭和50年）頃には金魚みこしが初登場し、その後一度はみこしの巡行が中断していたものの、名古屋市立山王中学校の生徒らが担ぎ手になって復活した。2000年（平成12年）頃には商店街の祭礼から地域の祭礼に変えるべく、主催者が中川東部商店街連合会から中川金魚まつり実行委員会に変更された。2012年（平成24年）には鉄工所の経営者が実行委員長となり、商店街主以外から初めて実行委員長が誕生した。
金魚まつりの名称について、『中日新聞』（1993年）は金魚は俗に遊女のことをいう言葉であり、そのことにちなむとしている。地域活性化のための祭礼にランチュウが展示されたことに因むとする説もある。昭和30年代にはホタルを配布する「蛍まつり」が行われており、金魚を配布するようになったことから同名になったという経緯があるともいう。